# Ruth Cardoso
Ruth Correia Leite, coneguda com a Ruth Cardoso (Araraquara, 19 de setembre del 1930 – São Paulo, 24 de juny del 2008), fou una antropòloga pionera en la dècada del 1970 pel reconeixement de l'emergència dels moviments socials que reivindicaven les minories per raó de gènere, d'ètnia o per l'orientació sexual. El seu treball instà a la recerca acadèmica d'aquests moviments. Casada amb Fernando Henrique Cardoso, fou primera dama del Brasil del 1995 al 2003, un títol que no li agradava i preferia no assumir. Fundà l'ONG Comunitas a la qual es vinculà tota la seua vida per a treballar amb la societat civil. Segons els analistes polítics, la seua posició era més d'esquerres que la del president Cardoso.

## Biografia
Es graduà en Ciències Socials per la Universitat de São Paulo el 1952. Hi desenvolupà la primera fase de la seua trajectòria acadèmica, època en què es casà amb Fernando Henrique Cardoso, al 1953.
Sis anys més tard acabà el màster i, el 1972, el doctorat, amb la tesi Estructura familiar i mobilitat social: estudi dels japonesos a Sao Paulo. La seua vida universitària fou interrompuda pel colp militar del 1964, que dugué la parella a l'exili, a Xile i França.
Durant i després de l'exili, Ruth Cardoso treballà en institucions acadèmiques, com la Facultat Llatinoamericana de Ciències Socials (UNESCO), la Universitat de Xile (Santiago), la Maison des Sciences Humaines (París), la Universitat de Berkeley (Califòrnia) i la Universitat de Colúmbia (Nova York). També fou professora de la Universitat de São Paulo i fundadora i directora del Centre Brasiler d'Anàlisi i Planificació.
Entre la seua producció acadèmica hi ha Societat i poder: representacions de les faveles de Sao Paulo, Bibliografia sobre la joventut i L'aventura antropològica, obra que aprofundeix en l'anàlisi dels problemes d'ordre conceptual o de procediments de recerca, i amplia el debat sobre metodologia i recerca antropològica.

### Comunitat solidària
En el període de vuit anys en què fou primera dama del Brasil (1995-2003) decretà la fi de la Legislació Brasilera d'Assistència, entitat d'assistència tradicionalment presidida per les primeres dames, i fundà i presidí la Comunitat Solidària, que pretenia enfortir la societat civil. Per a garantir la continuïtat dels programes de l'entitat, creà l'organització no governamental Comunitas.

### Drets de les dones
Feminista declarada, estava a favor de l'avortament, que considerava una llibertat de les dones, i que generà especial tensió amb el Vaticà durant la visita que el 1997 feu Joan Pau II al Brasil.
Entre els càrrecs que assumí al llarg de la seua vida, hi ha la presidència del consell assessor del Banc Interamericà de Desenvolupament sobre dones i desenvolupament; fou membre de la junta directiva de la Fundació de l'ONU i de les comissions de la OIT sobre les Dimensions Socials de la Globalització, i de la Comissió sobre Globalització.
Va morir als setanta-set anys a São Paulo, el 24 de juny de 2008, a causa d'un infart. El president del país, Lula da Silva, decretà tres dies de dol oficial.

## Vida personal
Es casà amb Fernando Henrique Cardoso el 1954, amb qui tingueren tres fills. Sempre volgué preservar la seua vida privada i defensà el dret a la privacitat.

## Centre Ruth Cardoso
El 2009 es creà el Centre Ruth Cardoso, amb seu a Sao Paulo, dedicat a mantenir la memòria de l'antropòloga i escriptora, i a fomentar el coneixement en les àrees de polítiques socials i ciències humanes.

## Algunes publicacions

### Llibres
- Bibliografia Sobre a Juventude, amb Helena Sampaio, Edusp, 1995
- Comunidade Solidària: Fortalecendo a Sociedade, Promovendo o Desenvolvimento. Ed. Comunitas, 2002

### Articles i treballs
- 1983: Movimentos Sociais Urbans: Balanço Crític. In Sociedade e Política no Brasil Pós-64, ed. B. Sorj and M.H. Tavares d'Almeida. São Paulo: Brasiliense
- 1987: Os Movimentos Sociais na Amèrica Latina. Revista Brasileira de Ciências Sociais 2(5): 27-37
- 1987: As Mulheres e a Democràcia. Revista de Ciências Sociais 1(2): 287-304
- 1988: Os Movimentos Populares no Contexto da Consolidação da Democràcia. In A Democracia no Brasil: Dilemas e Perspectivas, ed. F.W. Reis and G. O’Donnell. São Paulo: Vértice
- 1988: Isso É Política? Dilemas da Participação Popular entre o Moderno e o Pós-Moderno. Novos Estudos do CEBRAP 20: 74-80
- 1990: Participação Política e Democracia. Novos Estudos CEBRAP 26: 15-24
- 1992: Popular Movements in the Context of the Consolidation of Democracy in Brazil. In The Making of Social Movements in Latin America: Identity, Strategy, and Democracy, ed. A. Escobar and S.E. Alvarez. Boulder: Westview
- 1997: Fortalecimento da Sociedade Civil. In 3r Setor: Desenvolvimento Social Sustentado, Evelyn Berg. Rio de Janeiro: Gife and Paz e Terra